# Бронзарт фон Шеллендорф, Фридрих
Фридрих Бронзарт фон Шеллендорф (нем. Friedrich Bronsart von Schellendorf; 16 июня 1864, Берлин — 23 января 1950, Кюлунгсборн) — немецкий офицер и политик, начальник штаба османской армии. Сын военного министра .

## Биография
Фридрих был сыном прусского генерала, а затем военного министра Пауля Бронзарт фон Шеллендорфа, вырос в своем имении в Восточная Пруссия Schettnienen (ныне Щукино). Как и все его братья начал военную карьеру. В 1887 женился на своей кузине Веронике Бронсарт фон Шеллендорф (1867—1968). Его двоюродный брат (и в то же время шурин) Бернард Бронзарт фон Шеллендорф был начальником штабов различных немецких армий во время Первой мировой войны, в основном на Западном фронте.
15 апреля 1882 года закончил обучение в кадетском корпусе и был направлен в 1-й гвардейский пехотный полк, дислоцированный в Потсдаме, младшим лейтенантом. Начал карьеру офицера генерального штаба и учился с 1890 по 1893 год в Военной академии, где в конце 1890 года получил звание обер-лейтенанта. В 1893 году он около двух месяцев был членом 1-й Императорской матросской артиллерийской дивизии. В апреле 1894 г. он был назначен на год в Генеральный штаб, где был произведён в гауптаманы, а в марте 1895 г. переведён в Генеральный штаб армии. В сентябре 1895 г. вступил в Генеральный штаб IX Армейского корпуса и вернулся в Генеральный штаб армии в декабре 1895 г.
В 1904/05 году он принимал участие в маньчжурской кампании в русско-японской войне в качестве военного наблюдателя сопровождая принца Карла Антона Гогенцоллерна, в японской армии, в 1906 году написал книгу об этих событиях: «Шесть месяцев с японской армией» («Sechs Monate Beim Japanischen Feldheer», Berlin, 1906).
1 октября 1912 был командирован в Вюртемберг в качестве полковника и назначен командиром гренадёрского полка «Княгиня Ольга» (1-й Вюртембергский гренадёрский полк № 119). Вероятно, из-за его опыта работы за границей в октябре 1913 года, когда он работал в штабе немецкой военной миссии в Османской империи, его спросили, хочет ли он там находиться. Бронсарт согласился и в декабре отправился в Константинополь с ведущими офицерами миссии.
После непреодолимой напряженности между главой миссии Отто Лиманом фон Сандерсом и турецким военным руководством во главе с недавно назначенным военным министром Энвером-Пашой в начале 1914 года Фридрих Бронсарт фон Шеллендорф стал вторым человеком в миссии, заменил своего начальника в турецком штабе и назначен начальником генерального штаба Османской армии в феврале. В этой роли он был главой организации турецкой армии и, в частности, руководил мобилизационной подготовкой. Вместе с Отто фон Фельдманном, главой оперативного отдела командования османской армии, он был одним из ближайших сотрудников военного министра Турции Энвера-паши во время Первой мировой войны и координировал с ним все военные вопросы.
Из-за тяжёлого поражения Османской империи на Кавказском фронте зимой 1914/15 года (Сарыкамышская операция), в котором также был ранен Бронсарт фон Шеллендорф, Лиман фон Сандерс призвал отозвать Бронсарта, поскольку он, Фельдман и немецкий начальник штаба турецкой кавказской армии возложили на него ответственность за это фиаско. Однако, как и в последующие годы, Энвер остался верен своему начальнику штаба.
Как начальник Генерального штаба Османской армии, Бронсарт был самым важным немецким офицером в турецкой армии и в этой роли он участвовал в геноциде армян. В некоторых источниках Бронсарт даже фигурирует как авторитетный архитектор концепции смертельной депортации и, таким образом, один из инициаторов геноцида. Ваагн Дадрян обнаружил в архивах множество отчётов, свидетельствующих о том, что Бронсарт отдал прямой приказ депортировать армянское население, опасаясь массовых убийств и массовых убийств[уточнить].
В начале 1919 года Фридрих Бронсарт фон Шеллендорф отмечал в своих заметках:

"Армянин, как и еврей, является паразитом за пределами своей родины, который поглощает здоровье другой страны, в которой он поселился. Отсюда и ненависть, которая в средние века была направлена против них как нежелательных людей и привела к их убийству ".

После окончания военной карьеры в 1919 он изучал сельское хозяйство в Университете Гогенгейма, затем удалился на свою ферму в Руненберге (собственное имя, также упоминаемое в книгах, возможно, намекая на родовое имение Руненберг в Восточной Пруссии). В Кюлунгсборне, как его место жительства называлось с 1938 года, он (предположительно) прожил до своей смерти.